# Brenggolo (Kalitidu)
Brenggolo is een bestuurslaag in het regentschap Bojonegoro van de provincie Oost-Java, Indonesië. Brenggolo telt 1745 inwoners (volkstelling 2010).